# Brisinga tasmani
Brisinga tasmani is een vijftienarmige zeester uit de familie Brisingidae.
De wetenschappelijke naam van de soort werd in 1970 gepubliceerd door Helen Shearburn Clark. De beschrijving was gebaseerd op materiaal dat van twee bemonsteringsstations van het schip Eltanin afkomstig was: een centrale schijf met fragmenten van ongeveer twaalf armen van station 1818, en één enkele arm van station 1844. De locatie van het eerste station, ten westen van Cape Farewell, Nieuw-Zeeland, is 40°15'Z - 40°17'Z, 168°16'O - 168°18'O (materiaal was verzameld met een dreg; het station is lijnvormig); de diepte 908 tot 915 meter. Het tweede station was ten westen van Stewarteiland, 46°40'Z - 46°44'Z, 165°18'O, met een diepte van 2104 tot 2470 meter.